# Isla de San José
Isla de San José (deutsch Insel des Heiligen Josef) ist die zweitgrößte der Perleninseln im Golf von Panama. Die 45,3 Quadratkilometer große Insel weist eine steinige Küste mit mehr als 50 Stränden auf. Sie gehört verwaltungstechnisch zum Corregimiento Pedro González im Distrikt Balboa der Provinz Panamá. Nach einem Zensus aus dem Jahr 2010 besaß San José 10 Einwohner.
Von 1944 bis 1948 befand sich ein US-amerikanischer Militärstützpunkt auf der Insel. Im Rahmen des San Jose Project wurden hier Chemiewaffen getestet, auch an Menschen. Man wollte unter anderem herausfinden, ob die Gifte sich auf verschiedene „Menschenrassen“ unterschiedlich auswirken. Es folgte eine jahrelange Auseinandersetzung zwischen Panama und den USA um die Säuberung der Insel von Überresten der Waffentests. Die potentiell noch immer mit Blindgängern belastete Insel befindet sich heute in Privatbesitz und wird mit einem Resort touristisch genutzt.

## Geographie
San José ist eine Kontinentalinsel, ruht also auf dem Kontinentalsockel. Aufgrund des schwankenden Meeresspiegels im gegenwärtigen Eiszeitalter bildete der Golf von Panama immer wieder eine Ebene. Aus dieser Zeit fanden sich im Meer um San José Fossilien von Gomphotherien. Bei steigendem Meeresspiegel ragen nur noch Berge vulkanischen Ursprungs als Inseln aus dem Meer. 10.000 bis 9000 Jahre vor heute trennte sich der Archipel das letzte Mal vom panamaischen Festland. Bis zwischen 9000 und 8300 Jahren vor heute war San José mit der heutigen Nachbarinsel Isla de Pedro González verbunden. Die Insel erreicht heute am höchsten Punkt 135 m über dem Meeresspiegel.
Die Insel ist hügelig und besitzt eine meist steile, irreguläre Küste mit vielen Stränden. Der größte Sandstrand ist die Bucht Ensenada Playa Grande im Osten der Insel. Hier mündet auch der größte Bach San Josés, der Río Marina. Die größte Bucht im Westen der Insel ist die Ensenada de la Boga. Der zweitgrößte ganzjährige Bach der Insel, der Río Mata Puerco entspringt im Süden, fließt nach Norden und mündet im Westen. Während der Regenzeit von April bis Oktober bilden sich viele weitere Bäche, von November bis März herrscht Trockenzeit.

## Flora und Fauna
Touristeninformationen zufolge soll es auf der Insel verwilderte Hausschweine, Weißwedelhirsche, Spießhirsche, Krokodile, Agutis, Zwergameisenbären sowie mehr als einhundert verschiedene Vogelarten geben.
Während die Weißwedelhirsche nach 1970 vom Festland aus eingeführt wurden, handelt es sich bei der zweiten Hirschart um eine endemische Zwergform, die heute nur noch auf San José vorkommt. Auf der Nachbarinsel Isla de Pedro González, mit der San José ursprünglich verbunden war, ist die Art ausgestorben. Die inselverzwergten Tiere wurden während der US-amerikanischen Nutzung der Insel in den 1940er Jahren entdeckt. Ihre genaue biologische Verwandtschaft zu anderen Hirscharten ist in der Forschung umstritten. Die Population ist durch Wilderei gefährdet.
Während der Nutzung San Josés durch das amerikanische Militär konnten Forscher der Smithsonian Institution die dortige Flora und Fauna erstmals umfassend erforschen. Dabei wurde eine Reihe neuer Arten entdeckt, neben den genannten Hirschen auch 27 Schnecken und 17 Pflanzen.
An der Küste von San José finden sich Mangrovenwälder. Diese bestehen vor allem aus der Roten Mangrove (Rhizophora mangle), auch die Weiße Mangrove (Laguncularia racemosa) kommt vor. 1974 besaß San José 105,9 Hektar an Mangrovenwald. Die Fläche sank durch menschlichen Einfluss bis 1986 auf 85,1 Hektar und 68,7 Hektar im Jahr 2000.
Auf einer Anhöhe im Norden der Insel liegt eine etwa 5 Hektar große und ungefähr dreiecksförmige Savanne. Die Amerikaner nannten sie den „Bald Spot“ auf dem „Bald Hill“. Hier nisten Leguane. Es ist unklar, ob die Savanne natürlichen Ursprungs ist oder durch die von Nachbarinseln kommenden Leguanjäger aufrechterhalten wird, die sie – Stand 1973 – jährlich in der Trockenzeit abbrennen.

## Geschichte

### Geschichte vor 1944
Über die Geschichte San Josés ist wenig bekannt, aber die kleinere Nachbarinsel Pedro González war von 5540 bis 4880 vor heute von einer präkeramischen Bevölkerung besiedelt. Es folgte eine etwa 3000 Jahre lange Periode, in der Pedro González wohl aufgrund starker El Niño Ereignisse unbewohnt blieb, bevor sich wieder eine nun Keramik produzierende Gesellschaft nachweisen lässt. Die Einwohner betrieben Landwirtschaft, angebaut wurden Mais, Yams und eventuell Pfeilwurz.
Für den Zeitraum zwischen 500 und 800 n. Chr. werden die Perleninseln archäologisch der Gran Coclé Kultur zugeordnet, die ihren Schwerpunkt in der heutigen Provinz Coclé auf dem Festland hatte. Nach 800 kam es zu einer deutlichen Veränderung der materiellen Kultur, was eventuell auf soziale Veränderungen hindeutet. Diese könnten mit dem von den Spaniern Cueva genannten Volk zusammenhängen, das sich zu dieser Zeit auf dem Festland in der heutigen Provinz Darién konsolidierte.

Karte der Perleninseln von 1682

Der Archipel wurde 1513 von Vasco Núñez de Balboa entdeckt. Die Perleninseln wurden von den kolonisierenden Spaniern nach den Perlen benannt, die dort aus Perlmuscheln geerntet wurden. In der Folge wurde die indigene Bevölkerung der Inseln durch die Konquistadoren versklavt und durch die intensive Zwangsarbeit ausgelöscht. Um die Perlenernte weiterführen zu können, wurden karibische und afrikanische Sklaven auf die Inseln verschleppt, deren Nachfahren heute die Mehrheit der Bevölkerung bilden. Zeitweise dienten die Inseln Bukanieren und anderen Piraten als Unterschlupf.
Nach damaligen Angaben von Forschern der Smithsonian Institution sei San José vor 1944 etwa 80 Jahre lang unbewohnt und auch davor nur gering besiedelt gewesen. Mangos und andere verwilderte Kulturpflanzen sowie teilweise gerade Grenzlinien zwischen Wald und Buschland deuteten auf eine frühere landwirtschaftliche Nutzung hin.

### The San Jose Project (1944–1948)
Zwischen 1944 und 1948 pachteten die Streitkräfte der Vereinigten Staaten San José von Panama sowie den privaten Besitzern der Insel und nutzten sie in Zusammenarbeit mit Kanada und Großbritannien. Es wurde ein Militärstützpunkt mit Straßen, Kaserne, Hafen und Flugplatz errichtet. Hier lebten bis zu 500 Soldaten und Zivilisten. Soldaten weißer und lateinamerikanischer Abstammung waren voneinander segregiert. Sie waren in getrennten Camps untergebracht und im Kino des Stützpunktes waren ihnen verschiedene Sitzplätze zugewiesen. Im Rahmen des sogenannt San Jose Project testete der Chemical Warfare Service (ab 1945 Chemical Corps) hier Chemiewaffen. Das Projekt wurde von Brigadier General Egbert F. Bullene geleitet und war erst genehmigt worden, nachdem eine Prüfung ergeben hatte, dass dadurch keine seltenen Tiere und Pflanzen beeinträchtigt würden. In mehr als 130 Tests kamen Senfgas, Phosgen, Cyanwasserstoff, Butan, Napalm und eventuell Nervengift zum Einsatz. Nach den Erfahrungen des Pazifikkriegs suchten die Alliierten nach Waffen, mit denen sich Verteidiger auf tropischen Inseln besser bekämpfen ließen. Einerseits sollten die technischen Eigenschaften der Kampfstoffe unter tropischen Bedingungen getestet werden, etwa wie lange sie sich in der Umwelt halten. Andererseits wurden die Gifte an Lebewesen erprobt. Zunächst an Hasen und Ziegen. An den Tieren wurden Gasmasken getestet sowie die Art der Verbrennungen, die Senfgas auslöst. Später stimmten die Vertreter der USA, Kanadas und Großbritanniens überein, dass auch an Menschen getestet werden müsse. Der Direktor des kanadischen Chemiewaffenprogramms Elmer Maass drohte auszusteigen, wenn dies nicht passiere. Teilweise wurden Kontrollgruppen aus weißen und puerto-ricanischen Soldaten verglichen. Man wollte herausfinden, ob die Gifte sich auf verschiedene „Menschenrassen“ unterschiedlich auswirken. Die anscheinend nur unzureichend aufgeklärten Soldaten wurden zunächst mit lückenhafter Schutzkleidung in die kontaminierten Zonen geschickt, später wurde ihnen Senfgas auch direkt auf den Arm aufgetragen. Einige Soldaten zeigten schwere Verbrennungen. Die These Dunkelhäutige seien resistenter konnte nicht bestätigt werden, beide Gruppen zeigten Schmerzen und Verbrennungen. Hätten Dunkelhäutige sich als widerstandsfähiger erwiesen, wären sie bei potentiellen zukünftigen Kampfeinsätzen in die mit Chemiewaffen angegriffenen Gebiete geschickt worden. Das San Jose Project war eines von mindestens neun Forschungsprojekten, die das US-Militär während des Zweiten Weltkriegs durchführte, um die Auswirkungen von Senfgas auf unterschiedliche „Rassen“ zu testen. Während auf San José Weiße und Latinos verglichen wurden, gab es noch fünf Projekte mit Weißen und Afroamerikanern sowie drei Projekte mit Weißen und japanischstämmigen Amerikanern.
Aufgrund öffentlicher Proteste in Panama untersagte die panamaische Regierung den USA San José nach 1948 weiter zu nutzen. Von den etwa 31.000 bis dahin eingesetzten Bomben hatten schätzungsweise mehr als 3000 nicht gezündet und verblieben als potentielle Blindgänger auf San José. Zudem wurden drei Schiffsladungen übriggebliebener Chemiewaffen im Pazifik versenkt. Öffentlich behauptete die US-Regierung allerdings, alle Chemiewaffen fachgerecht entsorgt zu haben.
Das San Jose Project wurde anschließend noch zwei Jahre lang auf der Insel Saint Thomas in der Karibik fortgeführt. 1950 wurden durch dort im Meer entsorgte, aber andernorts wieder angespülte Chemiewaffen Unbeteiligte verletzt, drei Menschen starben.

### Geschichte seit 1948
1957 oder 1965 erwarb Earl Silas Tupper die Insel, der Erfinder der Tupperware. Er wollte ein inselweites Resort errichten. Bei Bauarbeiten erlitt ein Arbeiter Verätzungen durch eine unbekannte Substanz. 1968 kam in Panama Omar Torrijos durch einen Putsch an die Macht, Tupper kam einer befürchteten Enteignung zuvor und verkaufte San José. 1983 erwarb eine Gruppe um den Panamadeutschen Otto Probst die Insel. Probst hatte zuvor für Tupper den Straßenbau auf San José durchgeführt, setzte das Projekt nun fort und eröffnete das Öko-Resort Hacienda del Mar. 1995 gab es zudem die Überlegung, auf San José eine basisdemokratische Siedlung mit auswanderungswilligen Briten zu gründen.
In einem Bericht für die Fellowship of Reconciliation brachte der US-amerikanische Journalist und Aktivist John Lindsay-Poland 1998 das Thema der zurückgelassenen Chemiewaffen an die Öffentlichkeit. Panama legte bei der Organisation für das Verbot chemischer Waffen (OPCW) Beschwerde ein und forderte die USA, Kanada und Großbritannien auf, die Insel von Waffenresten zu säubern. Die USA und Kanada leugneten, dass es solche Reste gäbe. Im Jahr 2002 fanden Inspektoren der OPCW auf San José sieben unexplodierte Bomben, in denen Phosgen und Chlorcyan vermutet wurden, sowie eine achte, verrostete und leere Bombe. Die Insel wurde vorübergehend evakuiert.
2009 verkaufte Probst seinen Anteil an der Insel an den Miteigentümer George Novey III (auch: George Novey Jr.), damals Vorsitzender der Fluggesellschaft Aeroperlas. Novey veranstaltete von Hacienda del Mar aus regelmäßig Sportfischereiwettbewerbe mit Fangen und Freilassen der Tiere.
2018 gab die US-Armee bekannt, dass sie die im Jahr 2002 entdeckten acht Chemiewaffen auf San José beseitigt habe. Zum Einsatz kamen Soldaten der 48th Chemical Brigade. Die Bomben wurden über einen Zeitraum von 12 Tagen immer im Regen gesprengt, um die Freisetzung der Giftstoffe einzuschränken.

## Wirtschaft und Verkehr
Die Insel befindet sich in Privatbesitz und wird durch das Resort Hacienda del Mar touristisch genutzt.
San José besitzt einen Flugplatz, den San José Island Airport (IATA: SIC). Die Entfernung zu Panama-Stadt beträgt etwa 20 Minuten Flugzeit. Die Insel besitzt insgesamt circa 100 Kilometer an Straßen.
Die fast unbewohnte Insel war mehrfach Drehort für Reality-TV-Formate, insbesondere aus dem Survival-Genre. So 2014 für Manhunt – Jagd auf Joel Lambert und 2015 für Naked Survival, beides Produktionen des Discovery Channel. Im Jahr 2022 war San José Austragungsort von The Challenge: All Stars sowie der zweiten Staffel der deutschen Webserie 7 vs. Wild.
Durch den Golf von Panama verläuft eine Route des internationalen Drogenhandels. Panamaische Sicherheitskräfte des Servicio Nacional Aeronaval (SENAN) brachten nahe der Insel San José immer wieder Boote mit Drogenschmugglern auf, besonders große Funde wurden im November 2022 und im August 2023 beschlagnahmt.

### Allgemeine Literatur
- Sarah Woods: Panama. The Bradt Travel Guide. The Globe Pequot Press, Guilford, Second Edition September 2009 [2005], ISBN 978-1-84162-260-6. Eintrag Isla San José, S. 135. (Onlinezugriff)